# 仁賀保站
仁賀保站（日语：／ Nikaho eki */?）是位於秋田縣仁賀保市平澤，屬於東日本旅客鐵道（JR東日本）的羽越本線車站。特急列車「稻穗」停靠此站。

## 歷史
- 1922年（大正11年）6月30日：國鐵陸羽西線此站至羽後本莊站開通，此站啟用。當時車站位於由利郡（日语：由利郡）平澤町（日语：平沢町），並名為羽後平澤站（日语：／）[1]。
- 1924年（大正13年）4月20日：陸羽西線鼠關站至羽後岩谷站之間編入至羽越線。
- 1925年（大正14年）11月20日：隨著支線與赤谷線啟用，羽越線改名為羽越本線。
- 1968年（昭和43年）4月1日：車站改名為仁賀保站。
- 1984年（昭和59年）
  - 2月1日：終止從專用線出發的貨物起卸業務。同時終止此站的貨物運送業務。
    - 在南側的側線內設有帝國石油（秋田石油礦業）專用線，在該處曾經運送原油。此外，也有東京電氣化學工業的專用線。

  - 3月19日：成為業務委託車站[2]。
- 1986年（昭和61年）11月1日：成為簡易委託車站[3]。
- 1987年（昭和62年）4月1日：伴隨國鐵分割民營化，車站由東日本旅客鐵道（JR東日本）營運。
- 2001年（平成13年）6月1日：新車站大樓啟用[4]。

## 車站構造
此站是地面車站，設有1面1線的單式月台和1面2線的島式月台，共有2面3線的月台。各月台之間透過跨線橋連接。此站的站房位於西邊，並在2001年以歐洲宮殿形象進行翻新。
此站是由羽後本莊站管理的簡易委託車站，並委托TDK服務負責車站業務。站內設有售票櫃臺（設有POS終端），指定票由Ekinet商業負責），也設有委托TDK子公司「TDK服務」負責的旅行社（JTB東北與JTB加盟店）がある。

### 月台
| 月台 | 路線      | 上下行     | 方向               |
| ---- | --------- | ---------- | ------------------ |
| 1    | ■羽越本線 | 下行       | 羽後本莊、秋田方向 |
| 2    | ■羽越本線 | 上行       | 酒田、新潟方向     |
| 3    | ■羽越本線 | （待避線） | （待避線）         |

## 使用狀況
根據「JR東日本」資料，在2019年度（令和元年度）1日平均乘車人次為271人。
以下列出近年乘車人次的變化：
| 年度               | 1日平均 乘車人次 | 參考資料        |
| ------------------ | ---------------- | --------------- |
| 2000年（平成12年） | 427              | [ 利用客数 2 ]  |
| 2001年（平成13年） | 419              | [ 利用客数 3 ]  |
| 2002年（平成14年） | 416              | [ 利用客数 4 ]  |
| 2003年（平成15年） | 411              | [ 利用客数 5 ]  |
| 2004年（平成16年） | 379              | [ 利用客数 6 ]  |
| 2005年（平成17年） | 377              | [ 利用客数 7 ]  |
| 2006年（平成18年） | 369              | [ 利用客数 8 ]  |
| 2007年（平成19年） | 390              | [ 利用客数 9 ]  |
| 2008年（平成20年） | 357              | [ 利用客数 10 ] |
| 2009年（平成21年） | 344              | [ 利用客数 11 ] |
| 2010年（平成22年） | 329              | [ 利用客数 12 ] |
| 2011年（平成23年） | 361              | [ 利用客数 13 ] |
| 2012年（平成24年） | 362              | [ 利用客数 14 ] |
| 2013年（平成25年） | 355              | [ 利用客数 15 ] |
| 2014年（平成26年） | 305              | [ 利用客数 16 ] |
| 2015年（平成27年） | 300              | [ 利用客数 17 ] |
| 2016年（平成28年） | 285              | [ 利用客数 18 ] |
| 2017年（平成29年） | 276              | [ 利用客数 19 ] |
| 2018年（平成30年） | 261              | [ 利用客数 20 ] |
| 2019年（令和元年） | 271              | [ 利用客数 1 ]  |

## 車站周邊
- 仁賀保市政廳仁賀保廳舍（前仁賀保町（日语：仁賀保町）公所）
- 仁賀保郵局
- 平澤海灘
- 國道7號
- TDK
- TDK歷史未來館（前TDK平澤工廠內） - 展出TDK的歷史和產品變化。於2005年12月開放。免費入場。

## 巴士路線
在車站前設有「仁賀保站前」巴士站，停靠的巴士路線包括市社區巴士3系統、前往東京站、新宿站西出口方向的夜行高速巴士「特快鳥海號」（羽後交通、關東巴士聯營）。
另外，從車站步行3分鐘即可到達「仁賀保公園」巴士站，停靠的巴士路線為羽後交通本莊象潟線。
在仁賀保廳舍附近的國道7號上設有「仁賀保廳舍前」巴士站，從此站需步行10分鐘，停靠的巴士路線為高速巴士仙台 - 酒田·本莊線（羽後交通、庄內交通聯營）。

## 相鄰車站
東日本旅客鐵道
■羽越本線
- 特急「稻穗」停車站

金浦－仁賀保－（出戶信號站）－西目

## 注腳

### 使用狀況
1. 1 2  各駅の乗車人員（2019年度） （页面存档备份，存于）（日語） - JR東日本
2. ↑  各駅の乗車人員（2000年度） （页面存档备份，存于）（日語） - JR東日本
3. ↑  各駅の乗車人員（2001年度） （页面存档备份，存于）（日語） - JR東日本
4. ↑  各駅の乗車人員（2002年度） （页面存档备份，存于）（日語） - JR東日本
5. ↑  各駅の乗車人員（2003年度） （页面存档备份，存于）（日語） - JR東日本
6. ↑  各駅の乗車人員（2004年度） （页面存档备份，存于）（日語） - JR東日本
7. ↑  各駅の乗車人員（2005年度） （页面存档备份，存于）（日語） - JR東日本
8. ↑  各駅の乗車人員（2006年度） （页面存档备份，存于）（日語） - JR東日本
9. ↑  各駅の乗車人員（2007年度） （页面存档备份，存于）（日語） - JR東日本
10. ↑  各駅の乗車人員（2008年度） （页面存档备份，存于）（日語） - JR東日本
11. ↑  各駅の乗車人員（2009年度） （页面存档备份，存于）（日語） - JR東日本
12. ↑  各駅の乗車人員（2010年度） （页面存档备份，存于）（日語） - JR東日本
13. ↑  各駅の乗車人員（2011年度） （页面存档备份，存于）（日語） - JR東日本
14. ↑  各駅の乗車人員（2012年度） （页面存档备份，存于）（日語） - JR東日本
15. ↑  各駅の乗車人員（2013年度） （页面存档备份，存于）（日語） - JR東日本
16. ↑  各駅の乗車人員（2014年度） （页面存档备份，存于）（日語） - JR東日本
17. ↑  各駅の乗車人員（2015年度） （页面存档备份，存于）（日語） - JR東日本
18. ↑  各駅の乗車人員（2016年度） （页面存档备份，存于）（日語） - JR東日本
19. ↑  各駅の乗車人員（2017年度） （页面存档备份，存于）（日語） - JR東日本
20. ↑  各駅の乗車人員（2018年度） （页面存档备份，存于）（日語） - JR東日本

## 外部連結
- 車站資訊（仁賀保）：東日本旅客鐵道（日語）